# 長丘屠殺
長丘屠殺（英语：Go Dai massacre）是韩军于越南战争中犯下的屠杀平民罪行。

## 概要
1966年2月26日，韩国陆军首都机械化步兵师（猛虎部队）屠杀了越南共和国平定省西山县平安村长丘集落的380名居民。

## 关联条目
- 韓國參戰越南戰爭
- 太平村屠杀
- 美莱村屠杀